# Jean Lauffray
Jean Lauffray, né le 23 juin 1909 à Alençon (Orne) et mort le 5 mars 2000 dans le 5e arrondissement de Paris, est un architecte de formation et archéologue français, ayant fouillé au Proche-Orient (Syrie, Liban, Turquie), dans le Sud-Ouest de la France, au Portugal et en Égypte.

## Biographie

### Enfance et études
Jean Louis Lauffray naît le 23 juin 1909 à Alençon, dans l'Orne, en France, dans une famille bourgeoise originaire de Normandie. Il s'intéresse très tôt aux arts et au Liban.
En 1936, il est diplômé architecte à l'École des beaux-arts. Il possède également une licence ès lettres à l'Institut d'art et d'archéologie.

### Au Proche-Orient

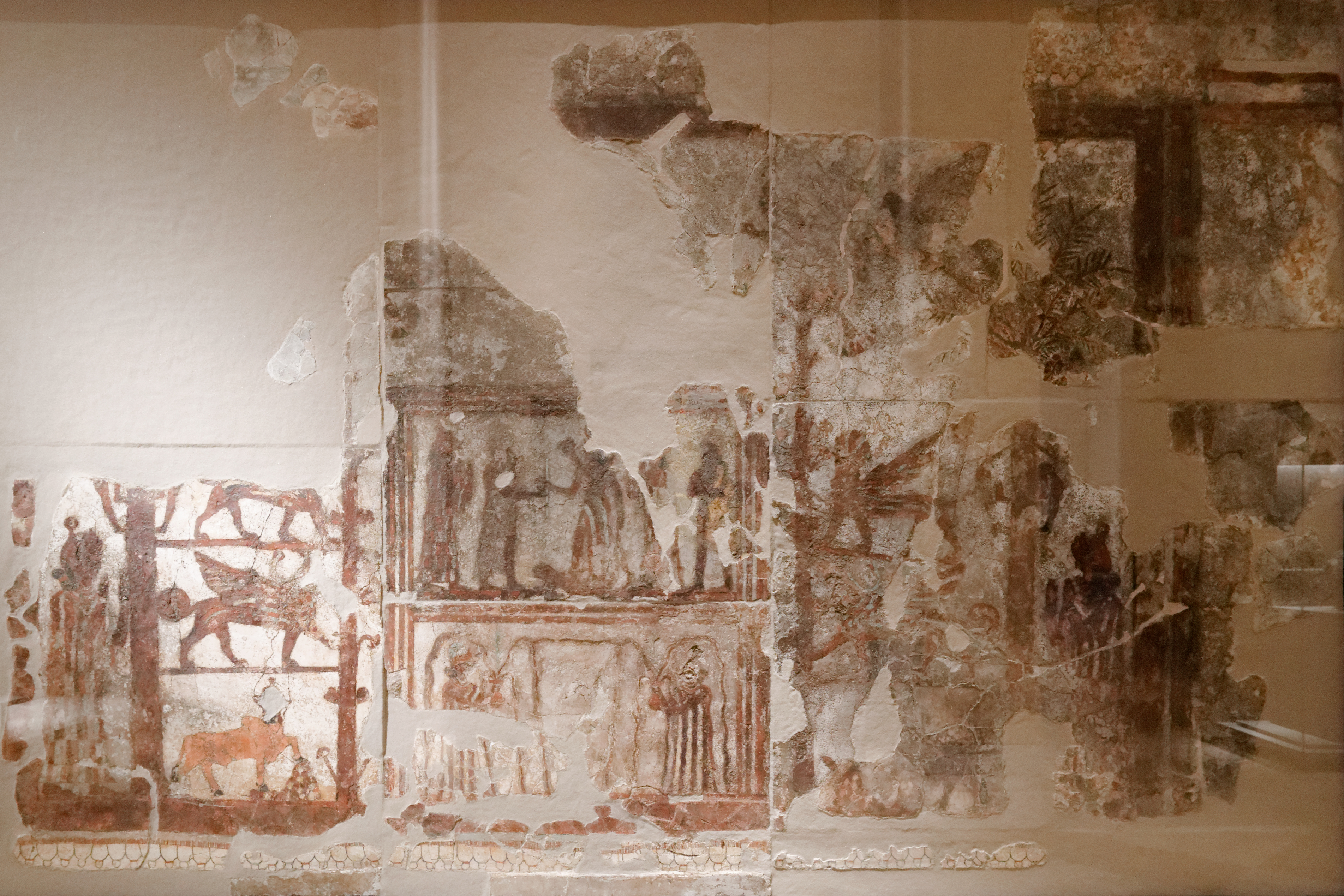
Peinture de l'Investiture,, originaire du palais de Mari, conservée au musée du Louvre.

En 1936 et 1937, il fouille à Mari, en Syrie, sous la direction d'André Parrot,. Il réalise des relevés du site mésopotamien, notamment les premiers plans du temple aux lions, ainsi qu'une copie de la Peinture de l'Investiture (avant que ses couleurs ne se ternissent). Il dirige également un sondage archéologique à Tell Abu Hassan, au nord de Mari, sur la rive opposée de l'Euphrate.
En 1939, il fouille à Malatya, en Turquie, sous la direction de Louis Delaporte.
Il s'installe un temps à Beyrouth ; il fouille à Byblos et effectue des relevés du forum antique de Béryte.
À partir de 1941, il travaille pour le gouvernement syrien : il participe à la restauration de monuments islamiques à Alep et participe à la fouille de Zénobia-Halabiyé,. En décembre 1942, durant la Seconde Guerre mondiale, il rejoint la France libre au Liban. Vers la fin de la guerre, il devient architecte en chef du service des Antiquités de la République syrienne,. Pendant une dizaine d'années, il est conservateur du musée national d'Alep,.

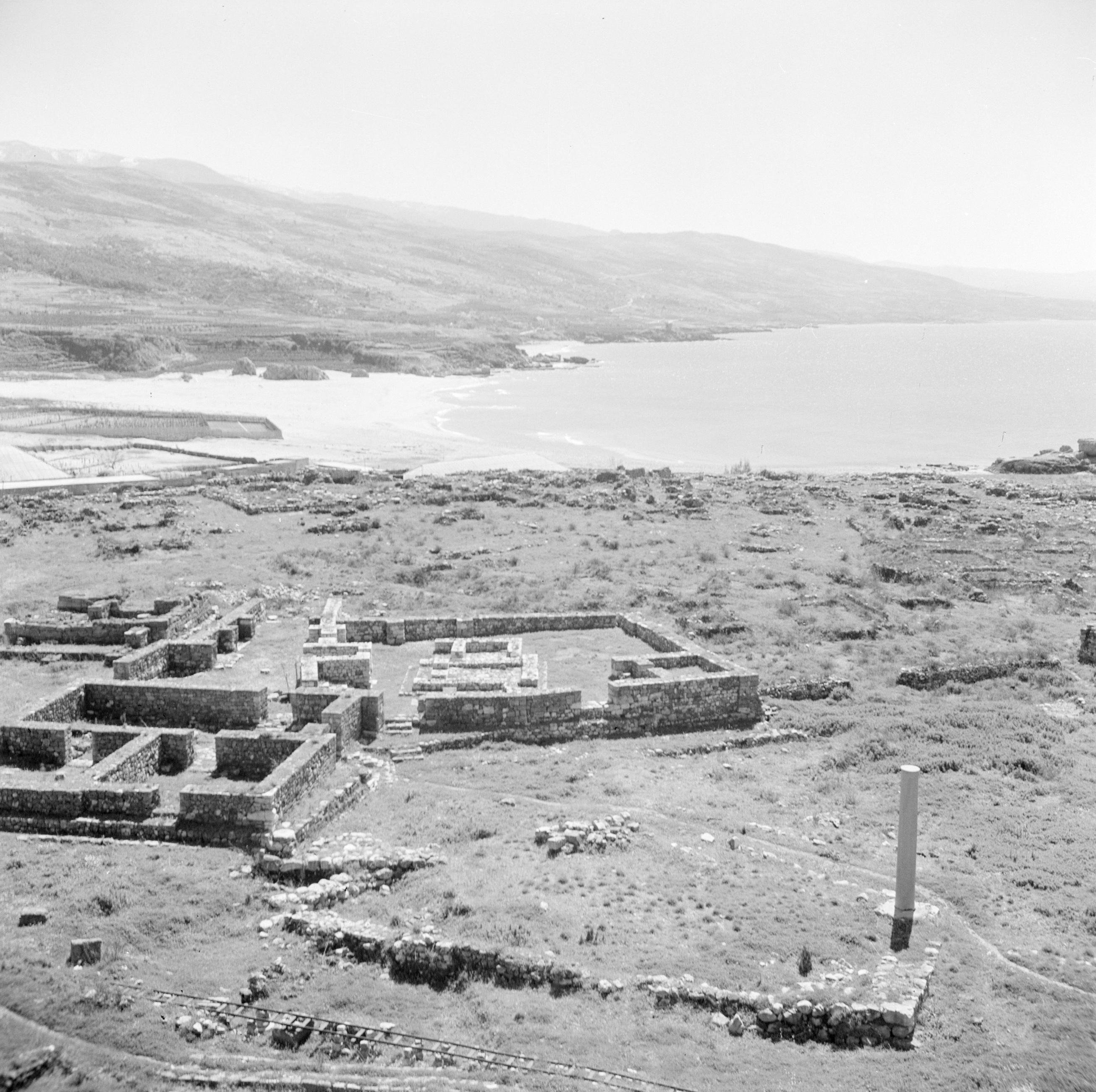
Photographie du site archéologique de Byblos en 1950 par Willem van de Poll.

De 1945 à 1955, il est présent à Byblos en tant qu'architecte de la mission de Maurice Dunand,. Au même moment, il fouille le site du port de Sidon avec le père Poidebard.
Il retourne un temps en Syrie afin de participer à une campagne de sondages sur le site de Tell Khoueira.

### Dans le Sud-Ouest de la France
De 1955 à 1961, Jean Lauffray est nommé architecte des bâtiments de France dans les Pyrénées-Atlantiques et les Landes et devient conservateur du château de Pau,,.
Pendant cette période, il fouille plusieurs villas gallo-romaines aquitaines,. De 1959 à 1972, il fouille de manière extensive la villa gallo-romaine de Lalonquette (Pyrénées-Atlantiques) : il se concentre particulièrement sur la partie résidentielle du site. Il effectue également plusieurs sondages sur le site de la villa gallo-romaine de Barat-de-Vin (Landes) entre 1957 et 1959, avant d'y pratiquer des fouilles de 1964 à 1966.
En 1963, il dirige le « Bureau d'architecture antique d'Aquitaine » de Pau, du CNRS,. Il fouille la tour de Vésone à Périgueux et part également à Conimbriga au Portugal.

### En Égypte

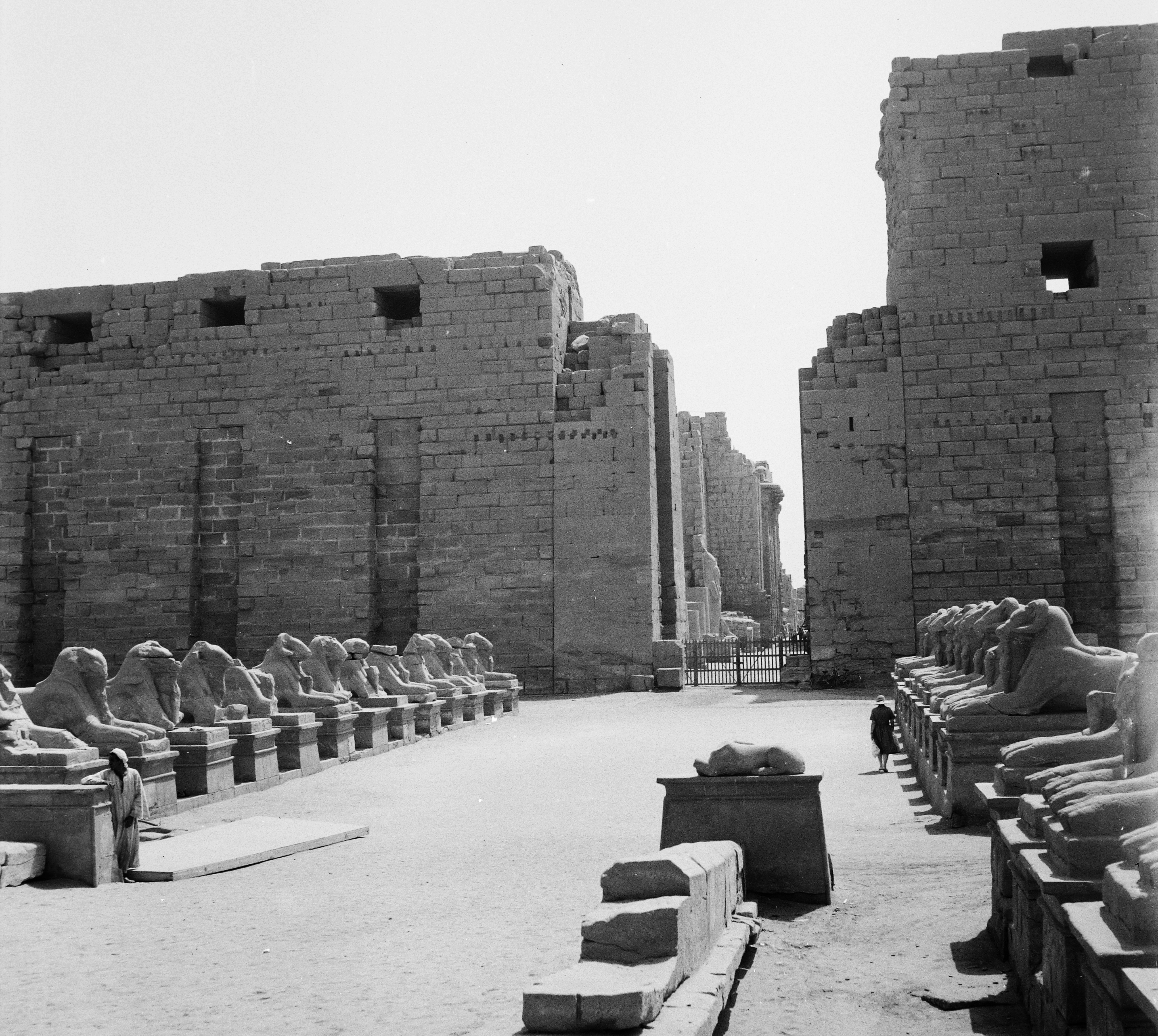
Photographie du site de Karnak en 1962.

Christiane Desroches-Noblecourt l'appelle à Karnak, en Égypte, en 1961, mais il retourne rapidement en France.
Il y retourne de 1967 à 1980, en tant que directeur de recherche du CNRS au sein du centre franco-égyptien d'étude des temples de Karnak,, qu'il fonde avec Serge Sauneron : leur mission est d'étudier et de restaurer le site. Pierre Lauffray fait appel à une équipe pluridisciplinaire : des égyptologues, des pétrographes, des archéomètres, des architectes et des tailleurs de pierres.
Durant cette période, il part également en mission à Tôd pour le Louvre.

### Retraite
À la retraite, Jean Lauffray publie ses recherches, ainsi que celles de Maurice Dunand à Byblos, inachevées à sa mort en 1987,.
Lors de la reconstruction du centre-ville de Beyrouth, il est nommé membre d'une commission scientifique internationale de l'UNESCO, afin de conseiller le gouvernement du Liban sur les fouilles archéologiques de la ville,.
Il meurt le 5 mars 2000 à son domicile, dans le 5e arrondissement de Paris,.

## Distinctions
Jean Lauffray est officier de la Légion d'honneur et a reçu plusieurs autres distinctions libanaises et européennes.